# Stellasteropsis
Stellasteropsis is een geslacht van zeesterren uit de familie Goniasteridae.				

## Soorten
- Stellasteropsis colubrinus Macan, 1938
- Stellasteropsis fouadi Dollfus, 1936
- Stellasteropsis tuberculiferus Macan, 1938